# Moment niedźwiedzia
Moment niedźwiedzia – zbiór esejów Olgi Tokarczuk poprzedzony wstępem Kingi Dunin, wydany w 2012 roku przez Wydawnictwo Krytyki Politycznej (Warszawa).